# Pardinella
Pardinella ist ein spanischer Ort in der Provinz Huesca der Autonomen Gemeinschaft Aragonien, der zur Gemeinde Beranuy gehört. Das Dorf auf 925 Meter Höhe liegt circa eineinhalb Kilometer südlich von Beranuy und hatte im Jahr 2019 fünf Einwohner.

## Weblinks

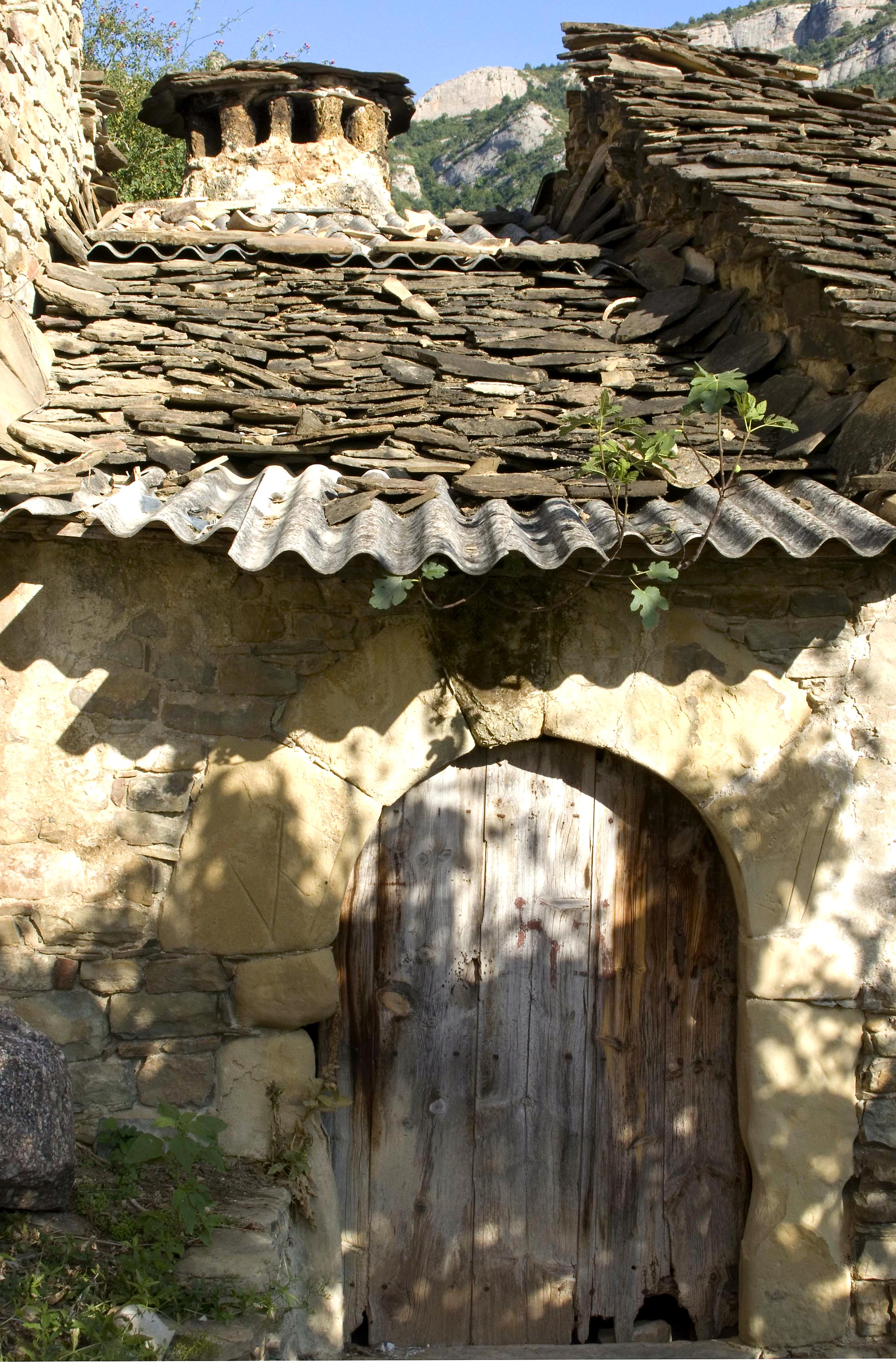
Haus in Pardinella